# (4860) Gubbio
(4860) Gubbio (1987 EP) – planetoida z pasa głównego asteroid okrążająca Słońce w ciągu 4,27 lat w średniej odległości 2,63 j.a. Odkryta 3 marca 1987 roku.